# Monte Verde, Álamo Temapache
Monte Verde är en ort i Mexiko.   Den ligger i kommunen Álamo Temapache och delstaten Veracruz, i den sydöstra delen av landet, 240 km nordost om huvudstaden Mexico City. Monte Verde ligger 265 meter över havet och antalet invånare är 186.
Terrängen runt Monte Verde är platt västerut, men österut är den kuperad. Monte Verde ligger uppe på en höjd. Runt Monte Verde är det ganska tätbefolkat, med 65 invånare per kvadratkilometer. Närmaste större samhälle är Temapache, 9,0 km sydost om Monte Verde. Trakten runt Monte Verde består till största delen av jordbruksmark.